# Tryzub (organização)
Tryzub (em ucraniano:  Тризуб) é uma organização paramilitar ucraniana de extrema-direita fundada em 1993 pelo Congresso dos Nacionalistas Ucranianos. Seu nome completo é Всеукраїнська організація ″Тризуб″ імені Степана Бандери (Organização Totalmente Ucraniana ″Tridente″ em homenagem a Stepan Bandera) Segundo Tryzub, seus inimigos para atingir esse objetivo são ″imperialismo e chauvinismo, fascismo e comunismo, cosmopolitismo e pseudo-nacionalismo, totalitarismo e anarquia, qualquer mal que procure parasitar no suor e no sangue dos ucranianos″.
O logotipo da organização consiste na descrição oficial da "espada de Cristo e do trysub, como o da Organização dos Nacionalistas Ucranianos.